# Fonction harmonique positive
En mathématiques, une fonction harmonique positive du disque unité à valeurs complexes est caractérisée comme l'intégrale de Poisson d'une mesure positive finie sur le cercle. Ce résultat, le  théorème de représentation de Herglotz, a été prouvé par Gustav Herglotz en 1911. Il peut être utilisé pour donner une caractérisation des fonctions holomorphes du disque unité ayant une partie réelle positive. Ces fonctions ont déjà été caractérisées en 1907 par Constantin Carathéodory en termes de la fonction définie positive de leurs coefficients de Taylor.

## Théorème de représentation de Herglotz pour les fonctions harmoniques
Une fonction positive f du disque unité avec f(0) = 1 est harmonique si et seulement s'il existe une mesure de probabilité µ sur le cercle unité telle que
{\displaystyle f(re^{i\theta })=\int _{0}^{2\pi }{1-r^{2} \over 1-2r\cos(\theta -\varphi )+r^{2}}\,d\mu (\varphi ).}
La formule définit clairement une fonction harmonique positive avec f(0) = 1.
Réciproquement, si f est positive et harmonique et rn croît jusqu'à 1, on définit
{\displaystyle f_{n}(z)=f(r_{n}z).\,}
Alors
{\displaystyle f_{n}(re^{i\theta })={1 \over 2\pi }\int _{0}^{2\pi }{1-r^{2} \over 1-2r\cos(\theta -\varphi )+r^{2}}\,f_{n}(\varphi )\,d\phi =\int _{0}^{2\pi }{1-r^{2} \over 1-2r\cos(\theta -\varphi )+r^{2}}d\mu _{n}(\varphi )}
où
{\displaystyle d\mu _{n}(\varphi )={1 \over 2\pi }f(r_{n}e^{i\varphi })\,d\varphi }
est une mesure de probabilité.
Par un argument de compacité (ou de manière équivalente dans ce cas par le théorème de sélection de Helly pour les intégrales de Stieltjes), une sous-suite de ces mesures de probabilité a une limite faible qui est aussi une mesure de probabilité µ.
Puisque rn croît jusqu'à 1, de sorte que fn(z) tend vers f(z), la formule de Herglotz en découle.

## Théorème de représentation de Herglotz pour les fonctions holomorphes
Une fonction holomorphe f du disque unité telle que f(0) = 1 a une partie réelle positive si et seulement s'il existe une mesure de probabilité µ sur le cercle unité telle que
{\displaystyle f(z)=\int _{0}^{2\pi }{1+e^{-i\theta }z \over 1-e^{-i\theta }z}\,d\mu (\theta ).}
Cela découle du théorème précédent, parce que:
- le noyau de Poisson est la partie réelle de la fonction à intégrer ci-dessus;
- la partie réelle d'une fonction holomorphe est harmonique et caractérise cette dernière (à une constante additive près);
- la formule ci-dessus définit une fonction holomorphe, la partie réelle étant donné par le théorème précédent.

## Le critère de positivité de Carathéodory pour les fonctions holomorphes
Soit
{\displaystyle f(z)=1+a_{1}z+a_{2}z^{2}+\cdots }
une fonction holomorphe du disque unité. Alors f(z) a une  partie réelle positive sur le disque
si et seulement si
{\displaystyle \sum _{m}\sum _{n}a_{m-n}\lambda _{m}{\overline {\lambda _{n}}}\geq 0}
pour tous nombres complexes λ0, λ1, ..., λN, où
{\displaystyle a_{0}=2,\,\,\,a_{-m}={\overline {a_{m}}}}
pour m > 0.
En effet, à partir de la représentation de Herglotz  pour n > 0, on a
{\displaystyle a_{n}=2\int _{0}^{2\pi }e^{-in\theta }\,d\mu (\theta ).}
Donc
{\displaystyle \sum _{m}\sum _{n}a_{m-n}\lambda _{m}{\overline {\lambda _{n}}}=\int _{0}^{2\pi }\left|\sum _{n}\lambda _{n}e^{-in\theta }\right|^{2}\,d\mu (\theta )\geq 0.}
Réciproquement, en posant λn = zn, il vient
{\displaystyle \sum _{m=0}^{\infty }\sum _{n=0}^{\infty }a_{m-n}\lambda _{m}{\overline {\lambda _{n}}}=2(1-|z|^{2})\,\Re \,f(z).}